# Heriaeus setiger
Heriaeus setiger är en spindelart som först beskrevs av O. Pickard-Cambridge 1872.  Heriaeus setiger ingår i släktet Heriaeus och familjen krabbspindlar. Inga underarter finns listade i Catalogue of Life.